# AGOVV Apeldoorn
AGOVV Apeldoorn je nizozemský fotbalový klub z Apeldoornu. Založen byl roku 1913. Jeho profesionální oddíl zanikl v lednu 2013 (bankrot). Fotbalisté klubu se stali volnými hráči a mohli si hledat nová angažmá. Amatérská složka pokračuje dál, hraje v Tweede Klasse (nizozemská 6. liga).

## Historické názvy
- 1913 — AGOSV Apeldoorn
- 1921 — AGOVV Apeldoorn

## Úspěchy
Nizozemský fotbalový pohár
- 2. místo (1×): 1938

## Umístění
| Sezóna  | Soutěž         | Pořadí    | Poznámka |
| ------- | -------------- | --------- | -------- |
| 2003/04 | Eerste Divisie | 10. místo |          |
| 2004/05 | Eerste Divisie | 10. místo |          |
| 2005/06 | Eerste Divisie | 10. místo |          |
| 2006/07 | Eerste Divisie | 20. místo |          |
| 2007/08 | Eerste Divisie | 18. místo |          |
| 2008/09 | Eerste Divisie | 11. místo |          |
| 2009/10 | Eerste Divisie | 6. místo  |          |
| 2010/11 | Eerste Divisie | 15. místo |          |
| 2011/12 | Eerste Divisie | 17. místo |          |
| 2012/13 | Eerste Divisie | 18. místo |          |

## Čeští hráči v klubu
- Vojtěch Schulmeister

## Známí hráči
- Klaas-Jan Huntelaar
- John Karelse
- Raimond van der Gouw
- André Krul
- Dries Mertens
- Nacer Chadli
- Paul Mulders